# 中俄大学
国立北京中俄大学是民国时期在北京办学时间不长的一所用中文和俄文进行学术研究的大学，校址在东总布胡同。当时被认为是中国共产党在北京的一个重要机关。

## 历史沿革
- 1925年，张西曼利用苏俄政府放弃庚子赔款的机会筹办中俄大学。
- 1926年3月7日，国立北京中俄大学成立。中国国民党北京执行部主任、国民党中央执委、外交部部立俄文法政专门学校校长、中俄庚款委员会主席徐谦出任校长。校址设在外交部部立俄文法政专门学校上。俄文法专迁出，改组为国立法政大学与俄文法专两校。
- 1926年3月18日，天安门前举行「反抗列强最后通牒国民大会」，大会主席徐谦发表了慷慨激昂的讲话，于是发生三·一八惨案。徐谦被执政府通缉，学校学生也有死伤。由于学校无人负责，造成经费异常困难，外国教授们因薪资无着而不到学校授课，使得课业停顿。
- 1926年5月，郭同接任校长。
- 1926年8月28日，外交部收回中俄大学校址，俄文法专迁回办学。
- 1926年10月，全体学生并入國立北京法政大學，成立俄文法政系。杨适夷为系主任。另有部分师生转入国立武昌中山大学。

国立北京法政大学是1923年由北京法政专门学校升格而成。  

## 机构设置
- 校长：徐谦，后为郭同
- 校务委员会委员长：徐巽
- 总务长：陈彬和，曾任天津南开学校总务长
- 教务长：陈启修，《国民新报副刊》编辑

## 著名校友

### 教师
- 郑孝观，后改名宾于
- 李汉俊，中国共产党建党人之一

### 学生
- 唐君毅，1926年入校
- 林铁，全国人大常委会委员、中顾委委员